# Smíšené družstvo na Letních olympijských hrách 1904
Smíšenému družstvu na Letních olympijských hrách 1904 v americkém Saint Louis byly přičteny medaile na základě rozhodnutí Mezinárodního olympijského výboru. Jednalo se o případy, kdy v neindividuálních soutěžích startovala družstva složená z olympioniků více národních olympijských výborů.
Smíšené družstvo získalo dvě medaile ve dvou sportech, z toho jeden zlatý kov.

## Medailisté
| Medaile | Jméno | Sport    | Soutěž                   |
| ------- | --- | -------- | ------------------------ |
| Zlato   | Manuel Díaz (CUB) · Ramón Fonst (CUB) · Albertson Van Zo Post (USA)                                      | šerm     | fleret družstev          |
| Stříbro | Albert Corey (FRA) · Lacey Hearn (USA) · Sidney Hatch (USA) · James Lightbody (USA) · Frank Verner (USA) | atletika | závod družstev na 4 míle |